# Dogma (film)
Pour les articles homonymes, voir Dogma.
Série View Askewniverse
Méprise multiple
(1997) Jay et Bob contre-attaquent
(2001)
Pour plus de détails, voir Fiche technique et Distribution.
Dogma est un film américain écrit et réalisé par Kevin Smith, sorti en 1999. Il s'agit du 4e long métrage de l'univers de fiction View Askewniverse créé par le réalisateur-scénariste. C'est le premier qui incorpore des éléments fantastiques.
Le film est présenté hors compétition au festival de Cannes 1999. En raison de son traitement particulier du catholicisme, le film sera sujet à controverse aux États-Unis. La Ligue catholique américaine le qualifiera notamment de blasphématoire.
Dogma ressort en version restaurée 4K pour le 25e anniversaire de sa sortie avec une projection spéciale au festival de Cannes 2025. Un projet de suite est évoqué.

## Synopsis
Loki et Bartleby, deux anges déchus, sont bloqués sur Terre depuis plusieurs siècles. Ils souhaitent aujourd'hui retourner au Paradis.
De nos jours, ils trouvent une faille logique qui les lave de leurs péchés, leur permettant ainsi de retourner au ciel. Mais Dieu a disparu sur Terre. Son adjoint, le Metatron, charge une femme, Bethany de les faire renoncer à leur projet. Il lui adjoint pour cela deux prophètes (les obsédés sexuels déjantés Jay et Silent Bob). Ils seront accompagnés par deux êtres venus des cieux, Rufus (qui dit être le 13e apôtre) et Sérendipité (une ex-muse devenue stripteaseuse).
De son côté, le démon Azraël aide les deux anges déchus : s’ils arrivent à rentrer au Paradis, cela voudra dire que Dieu est faillible dans ses décisions, et entraînera de fait la fin de toutes choses.

## Fiche technique
Sauf indication contraire, les informations mentionnées dans cette section peuvent être confirmées par les bases de données cinématographiques IMDb et Allociné,  présentes dans la section « Liens externes ».
- Titre original et français : Dogma
- Titre québécois : Dogme
- Réalisation et scénario : Kevin Smith
- Musique : Howard Shore
- Directeur de la photographie : Robert D. Yeoman
- Direction artistique : Elise G. Viola
- Décors : Robert Holtzman
- Décors de plateau : Dana Stoughton
- Costumes : Abigail Murray
- Montage : Scott Mosier et Kevin Smith
- Producteur : Scott Mosier
  - Coproductrice : Laura Greenlee
  - Producteur exécutif : Jonathan Gordon
- Sociétés de production : View Askew Productions et STK
- Distribution : Miramax, Lionsgate (États-Unis), BAC Films (France), RCV Film Distribution (Belgique, Luxembourg)
- Budget : 10 millions de USD
- Pays de production :  États-Unis
- Format : couleur — 35 mm — 2,35:1 — son DTS, Dolby Digital et SDDS
- Durée : 130 minutes
- Genre : comédie, fantastique
- Dates de sortie [1]:
  - France : 21 mai 1999 (présentation au festival de Cannes) ; 19 janvier 2000 (sortie nationale)
  - États-Unis : 12 novembre 1999
  - États-Unis : 5 juin 2025 (ressortie limitée 4K - 25e anniversaire)
- Classification[2] :
  - États-Unis : R - Restricted
  - France : tous publics avec avertissement

## Distribution
- Ben Affleck (VF : Boris Rehlinger ; VQ : Pierre Auger) : Bartleby
- Matt Damon (VF : Damien Boisseau ; VQ : Gilbert Lachance) : Loki
- Linda Fiorentino (VF : Odile Cohen ; VQ : Anne Dorval) : Bethany Sloane
- Chris Rock (VF : Lucien Jean-Baptiste ; VQ : François L'Écuyer) : Rufus, le 13e apôtre
- Jason Mewes (VF : Vincent Barazzoni ; VQ : François Godin) : Jay
- Kevin Smith : Silent Bob
- Alan Rickman (VF : Hervé Furic ; VQ : Jacques Lavallée) : Metatron
- Jason Lee (VF : Arnaud Bedouët ; VQ : Daniel Picard) : Azraël
- Salma Hayek (VF : Marion Bierry ; VQ : Johanne Garneau) : Serendipity (Sérendipité en VF)
- George Carlin (VQ : Hubert Fielden) : le cardinal Ignatius Glick
- Alanis Morissette : Dieu
- Janeane Garofalo (VQ : Élise Bertrand) : Liz
- Ethan Suplee : Noman le Golgothien (voix originale)

Sources et légendes : Version française (VF) sur Voxofilm et le site AlterEgo (société de doublage) ; Version québécoise (VQ) sur Doublage.qc.ca

## Production

### Développement
Il s'agit du quatrième film dans lequel apparaissent les personnages de Jay et Silent Bob après Clerks : Les Employés modèles, Les Glandeurs et Méprise multiple. À noter que durant tout le film, le personnage de Silent Bob ne prononce que deux mots : le premier après avoir jeté Bartleby (Ben Affleck) et Loki (Matt Damon) du train en disant à un passager « no ticket » (« resquilleur » dans la VF) et « thanks » à la fin du film quand Rufus (Chris Rock), Dieu (Alanis Morissette), la muse (Salma Hayek) et Metatron (Alan Rickman) repartent au Paradis. Kevin Smith ne voulait pas initialement réaliser le film et avait proposé la réalisation à Robert Rodriguez. Ce dernier appréciait le script mais le trouvait trop personnel et a insisté pour que Kevin Smith le réalise lui-même.

### Attribution des rôles
Selon Kevin Smith, Gillian Anderson était le premier choix pour incarner Bethany Sloane. Joey Lauren Adams et Alanis Morissette sont ensuite pressenties pour le rôle, tandis que Shannen Doherty, qui avait tourné sous la direction de Smith dans Les Glandeurs, désirait l'interpréter. Mais la première décline finalement l'offre et la seconde était incapable de tenir le rôle à cause d'une série de concerts dans le monde. Au moment où elle était en mesure de participer au film, le rôle est déjà donné à Linda Fiorentino, mais on lui a offert de jouer Dieu en guise de compensation, remplaçant Emma Thompson, qui doit y renoncer à cause de sa grossesse. À noter que le rôle de Dieu est initialement écrit pour Holly Hunter, qui décline l'offre.
Le rôle de Loki est initialement écrit pour Jason Lee, mais en raison de son emploi du temps, Lee obtint celui d'Azrael, qui a été proposé à Bill Murray, John Travolta et Adam Sandler, ce dernier préfère cependant tourner Big Daddy. Matt Damon est alors choisi pour le jouer, ce dernier étant une vieille connaissance de Smith (il avait coproduit Will Hunting).
Kevin Smith avait Samuel L. Jackson et Will Smith en tête pour le rôle de Rufus, le 13e apôtre, qui sera finalement confié à Chris Rock.
Albert Brooks est initialement pressenti pour prêter ses traits au cardinal Glick, rôle finalement confié à George Carlin. Ce dernier n'enleva pas son anneau de mariage, caché par un pansement durant le tournage, car il venait de perdre son épouse.

### Tournage
Le tournage se déroule du 9 mars au 4 juin 1998. Il se déroule principalement à Pittsburgh (église Saints Peter and Paul, aéroport international, le Software Engineering Institute de l'université Carnegie-Mellon, US Steel Tower, le Grand Concourse Restaurant), mais également à dans d'autres villes de Pennsylvanie (les Pinnacle Studios à Trafford, New Kensington, Mount Lebanon, Oakdale, Monroeville) et dans le New Jersey (Asbury Park, Red Bank, Highlands),.

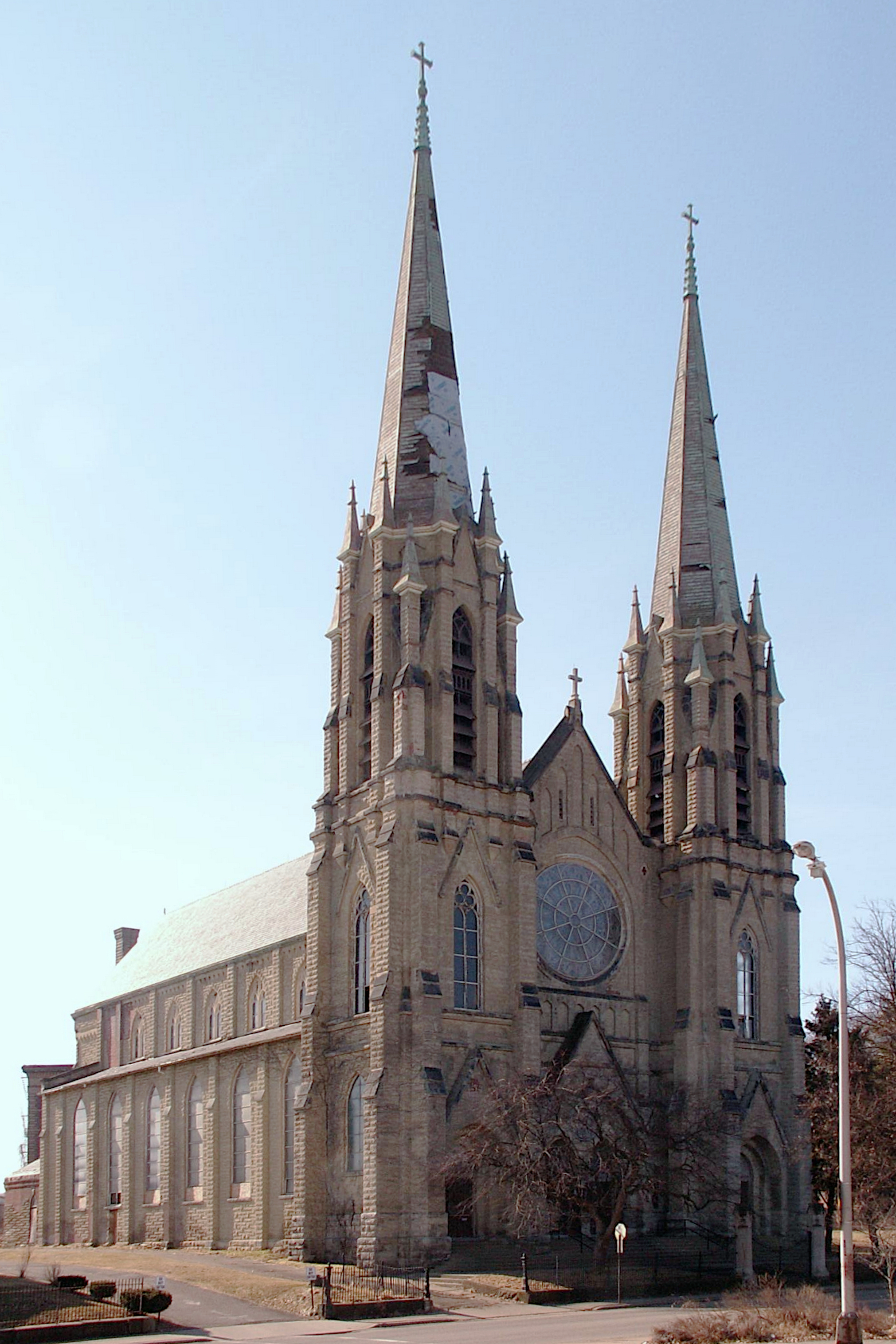
église Saints Peter and Paul à Pittsburgh
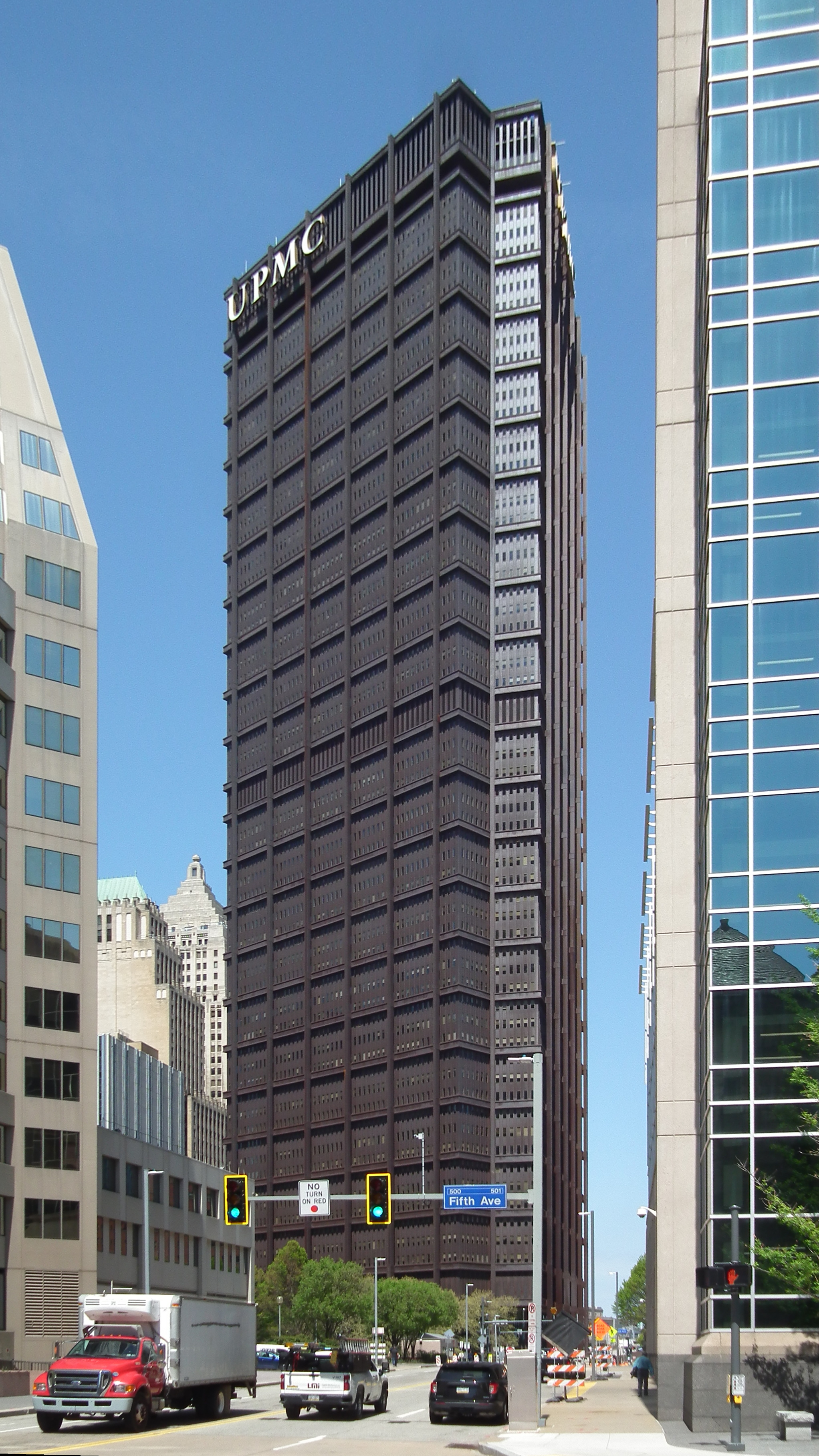
l'US Steel Tower
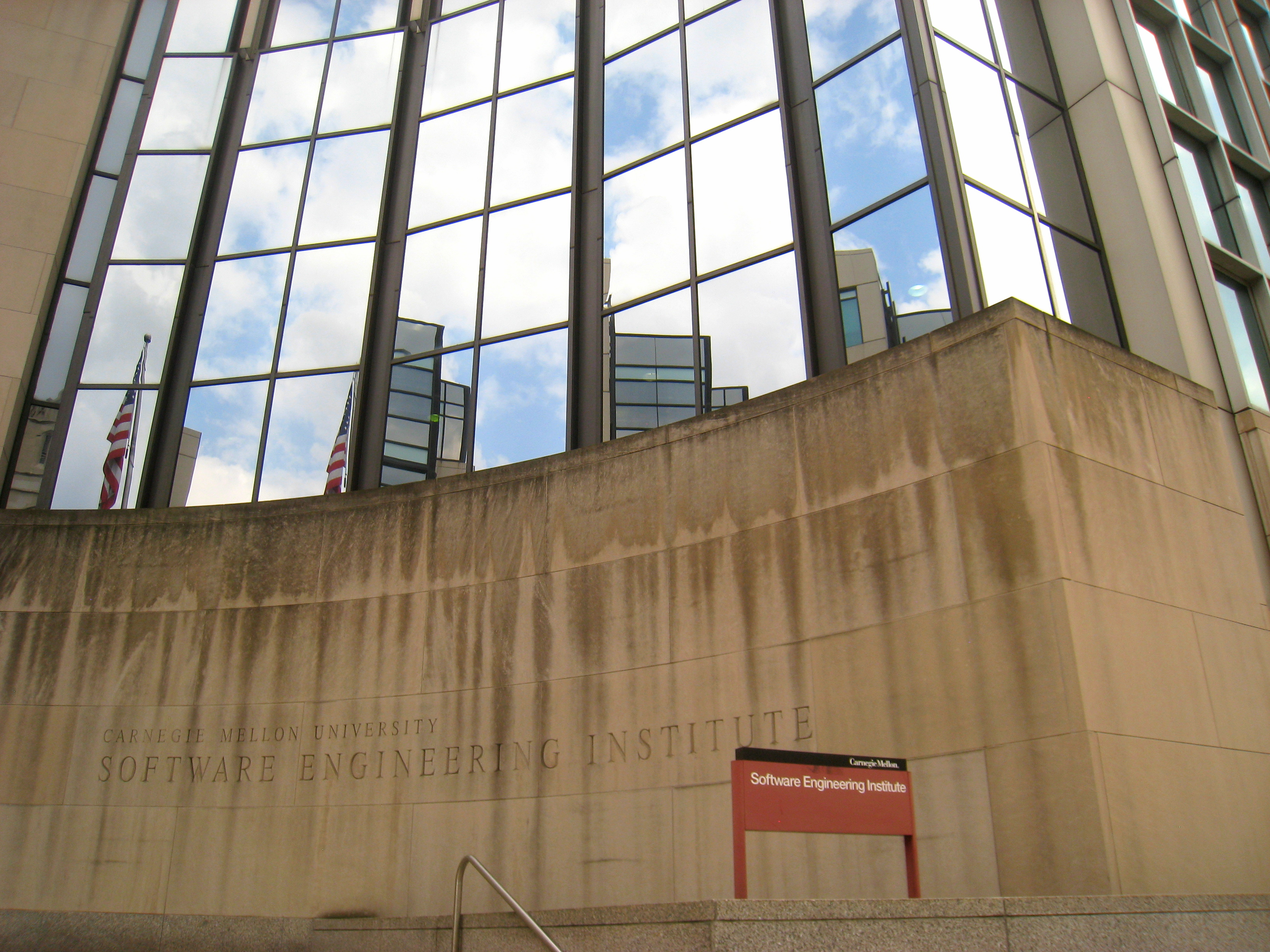
le Software Engineering Institute

Le réalisateur Kevin Smith a expliqué dans la version commentée du DVD du film que Linda Fiorentino est une actrice taciturne et qu'il lui arrivait de refuser de lui adresser la parole pendant le tournage. De son côté, Linda Fiorentino refusa d'assurer la promotion du film en 1999 car le volume de sa poitrine avait été augmenté sur l'affiche du film sans son accord.[réf. souhaitée]

## Accueil

### Critique
Sur le site Rotten Tomatoes, Dogma recueille un score de 67 % de critiques positives, basé sur 127 critiques collectées et avec une note moyenne de 6.3⁄10. Sur Metacritic, il obtient un score de 62⁄100, basé sur 36 critiques.

### Box-office
| Pays ou région | Box-office      | Date d'arrêt du box-office | Nombre de semaines |
| -------------- | --------------- | -------------------------- | ------------------ |
| Mondial        | 43 948 865 $    | -                          | -                  |
| États-Unis     | 30 652 890 $    | 24 mars 2000               | 20                 |
| France         | 168 433 entrées | 1er février 2000           | 2                  |

### Controverse
À sa sortie, le film a suscité la polémique pour son supposé parti pris anti-religieux, avec des plaintes provenant de la Ligue catholique. Le réalisateur-acteur Kevin Smith a fait preuve d'humour en allant manifester contre son propre film. Il se fera même interviewer à la télévision sous le nom de son ami, Bryan Johnson.

## Distinctions
Le film a été nommé aux Independent Spirit Awards et au prix Nebula pour le meilleur scénario, et aux Satellite Awards pour la meilleure chanson originale (Still) et le meilleur second rôle masculin dans une comédie (Alan Rickman).

## Éditions vidéo
Dogma n'a pas bénéficié d'une seule réédition en DVD ou Blu-ray depuis 2008 et est le seul film de Kevin Smith à n'avoir eu aucune distribution numérique. Selon Smith, à la suite du refus de Disney de publier le film à cause du sujet du film perçu comme controversé, les droits de propriété intellectuelle sur le film ont fini entre les mains des frères Weinstein en personne. Smith, qui à ses débuts considérait Harvey Weinstein comme son mentor, a coupé les ponts avec lui lors de la première de son film Red State, quelques années avant le Mouvement MeToo. Harvey Weinstein avait d'ailleurs appelé Smith et proposé de filmer une suite à Dogma peu avant la publication des accusations le visant, geste servant en réalité à Weinstein pour voir qui de ses contacts professionnels restait encore de son côté et trouver celui ou ceux qui l'avaient dénoncé. Les tentatives de Smith de racheter les droits sur Dogma resteront longtemps infructueuses jusqu'en 2024 où Smith déclare dans une interview avoir réussi à racheter les droits permettant de futures rediffusion dans des cinémas et sur des plateformes de Streaming.

## Clins d’œil
Le film comporte de nombreuses références culturelles qu'il s'agisse des costumes (la tenue des anges évoque le film Les Ailes du désir de Wim Wenders où les êtres célestes portent une tenue semblable), des noms (Bartleby est un hommage à la nouvelle Bartleby, the Scrivener: A Story of Wall Street de Herman Melville, publié en 1853) et de façon plus large au cinéma et à la télévision (The Breakfast Club, Maman, j'ai raté l'avion, Indiana Jones et la Dernière Croisade, Karaté Kid, L'Homme qui valait trois milliards, ...)[réf. nécessaire].

## Postérité

### Pote Christ
La statue du Christ dévoilée au début du film par le cardinal Glick va après le film devenir un élément de pop culture et un mème Internet connu sous le nom de Christ Buddy (pote Christ en français). Il sera réutilisé par Smith dans d'autres productions du View Askewniverse.

### Récupération des droits et ressortie du25eanniversaire
Le film a longtemps connu des problèmes de droits, le rendant ainsi indisponible en streaming, qui appartenaient aux frères Bob et Harvey Weinstein. Après l'affaire Harvey Weinstein, Kevin Smith aurait contacté Bob en lui proposant de lui vendre les droits pour 5 millions de dollars, mais Bob refuse. En 2022, alors qu'il fait la promotion de Clerks 3, Kevin Smith révèle publiquement ses efforts pour récupérer les droits de Dogma, affirmant qu'il avait fait deux offres qui ont été refusées, et plaisante : « Mon film sur les anges appartient au diable lui-même,. »
En juin 2024, dans son Smodcastle Theater, Kevin Smith annonce que les Weinsteins ont finalement vendu les droits du film. Il confirme plus tard lors d'une interview en podcast qu'il a récupéré les droits lui-même, annonçant son intention de rééditer le film sur les supports domestiques et numériques l'année suivante, en plus de faire une tournée en salles.
En avril 2025, il est confirmé qu'Iconic Events (en) a acquis les droits de Dogma auprès de Miramax. Une ressortie en salles pour les 25 ans, DOGMA: The Resurrection Tour, A 25th Anniversary Celebration with Kevin Smith, est alors fixée au 5 juin 2025. En prévision de la réédition, Kevin Smith annonce qu'il part en tournée nationale à partir du 20 avril 2025, organisant des projections du film dans 25 villes et participant à des séances de questions-réponses.
Pour l’occasion, le film a été restauré en 4K. Dès le 5 juin 2025, le film est donc projeté dans plus de 1 500 salles américaines. Avant cela, il est présenté en marge du festival de Cannes 2025, dans la sélection Cannes Classics, le 22 mai 2025, en présence de Kevin Smith et du directeur de la photographie Robert Yeoman. Le film avait été projeté hors compétition lors du festival de Cannes 1999, comme le rappelle le cinéaste sur Instagram : « la boucle est bouclée au Festival de Cannes. En 1999, nous étions en sélection officielle et en 2025, nous le sommes à nouveau, cette fois dans la section Cannes Classic ! Tous les films n'ont pas la chance d'aller à Cannes une fois, et encore moins deux, et Dogma arbore désormais deux lauriers ! »

### Projet de suite
En novembre 2005, Kevin Smith répond à un internaute à propos d'une possible suite sur le site ViewAskew.com :

« C'est bizarre que tu poses cette question, car depuis le 11 septembre, je réfléchis à une suite. La pire attaque terroriste sur le sol américain était à connotation religieuse. À la suite de cet attentat, le leader du « Monde Libre » s'est déclaré profondément chrétien. Lors des dernières élections, plutôt qu'une guerre sans merci à l'étranger, la question principale était de savoir si le mariage homosexuel était moral. À l'époque où j'ai fait Dogma, j'ai toujours soutenu qu'il n'y aurait pas d'autre film sur la religion, car Dogma était le fruit de 28 ans de méditation religieuse et spirituelle, et j'avais déjà beaucoup parlé du sujet. Maintenant ? Je pense que j'ai peut-être plus à dire. Et, oui, la Dernière Descendante en serait l'épicentre. Et elle devrait être interprétée par Alanis. Et il faudrait un budget plus important, car tout le troisième acte serait consacré à l'Apocalypse. Le plus effrayant, c'est que le film devrait aborder l'islam. Et contrairement à la Ligue catholique, quand ces types n'aiment pas ce que vous faites, ils vous condamnent à mort. Et maintenant que j'ai une famille, je ne suis plus aussi libre de faire des bêtises que lorsque j'étais célibataire, à l'époque où j'ai fait Dogma. Je veux dire, maintenant, je dois penser à autre chose qu'à ma propre sécurité et à mon bien-être, mais peu importe, une suite de Dogma me trotte dans la tête depuis un moment »

— Kevin Smith, novembre 2005, ViewAskew.com
Cependant, en octobre 2017, le cinéaste déclare en interview que cette suite n'aura pas lieu, car il ne souhaitait plus faire de nouveaux films religieux. Le projet est ensuite évoqué en 2019, en marge de l'affaire Harvey Weinstein. Peu avant les révélations publiques et le scandale, Harvey Weinstein a proposé à Kevin Smith de faire une suite. Le réalisateur-scénariste racontera plus tard à Business Inside :

« Je lui ai dit : “Salut, comment vas-tu ?” Et il m'a répondu : “Tu sais, on a Dogma, je viens de m'en rendre compte, et il faut qu'on le ressorte.” J'ai répondu : “Oui ! Les internautes demandent toujours où l'acheter.” Et il m'a répondu : “Tu sais, ce film avait un casting important, on pourrait même faire une suite.” Et j'ai répondu : “Ouais, c'est vrai. J'y réfléchirai peut-être.” Et il m'a répondu : “On en reparlera.” Et une semaine plus tard, l'article du New York Times est sorti. J'en ai eu la nausée. »

— Kevin Smith
Matt Damon reprend brièvement son rôle de Loki dans le film Jay et Bob contre-attaquent… encore sorti en 2019. Dans un monologue brisant le quatrième mur, il explique qu'après les événements de Dogma, Dieu l'a une fois de plus banni sur Terre, cette fois dans la mer Méditerranée où il a été sauvé par des pêcheurs italiens après avoir été amnésique, décrivant l'intrigue du film La Mémoire dans la peau (2002) dans lequel Matt Damon incarne pour la première fois Jason Bourne.
Durant la promotion de Clerks 3 en 2022, Kevin Smith révèle que Harvey Weinstein possède toujours les droits de Dogma et qu'il a tenté de les racheter les droits, après s'être assuré que l'argent ne reviendrait pas directement au producteur, alors incarcéré. Malgré des offres de plus en plus importantes de la part de l'entourage de Smith et une lettre expliquant à quel point Dogma le concernait personnellement, ces offres sont rejetées par l'avocat de Harvey Weinstein. Kevin Smith décrit le film comme un film « pris en otage » et exprime son souhait de le ressortir et de produire une suite s'il récupère les droits.
En novembre 2024, après avoir racheté les droits du film, le réalisateur déclare qu'il réfléchit à une suite, avec l'espoir que Matt Damon et Ben Affleck feront des caméos. Il précise plus tard que même s'il a l'intention d'écrire le scénario de cette suite, il ne peut pas garantir que le projet se concrétisera. Il ajoute ne pas avoir encore contacté les deux acteurs.